# Жампаной, Милен
Миле́н Жампано́й (фр. Mylène Jampanoï) — французская актриса.

## Биографические сведения
Милен Жампаной родилась 12 июля 1980 года в городе Экс-ан-Прованс, Франция. Её отец — китаец, а мать — француженка. Жампаной начала свою актёрскую карьеру в 2001 году, с роли в телесериале «Сан-Тропе». Её героиня, Летиция Валански, участвовала в пятнадцати эпизодах.
В 2004 году Милен Жампаной сыграла сразу в двух фильмах, получивших в дальнейшем большую известность: «Багровые реки 2: Ангелы апокалипсиса» и «Набережная Орфевр, 36», правда обе эти роли были эпизодическими.
Первая главная роль, исполненная Милен Жампаной — Ли Мин, китайская лесбиянка, приговорённая к смертной казни за свою ориентацию, в кинофильме «Дочери китайского ботаника» (2006 год).
В 2008 году вышел на экраны фильм «Мученицы», получивший широкую, отчасти скандальную, известность. Жампаной исполнила в нём одну из главных ролей.
В 2010 году увидели свет сразу три фильма с участием Милен Жампаной, а именно биографическая лента, рассказывающая о французском поэте Серже Генсбуре «Генсбур. Любовь хулигана», телефильм «Шагреневая кожа», являющийся экранизацией одноимённого произведения Оноре де Бальзака и фантастический триллер «Потустороннее» американского режиссёра Клинта Иствуда.

## Избранная фильмография

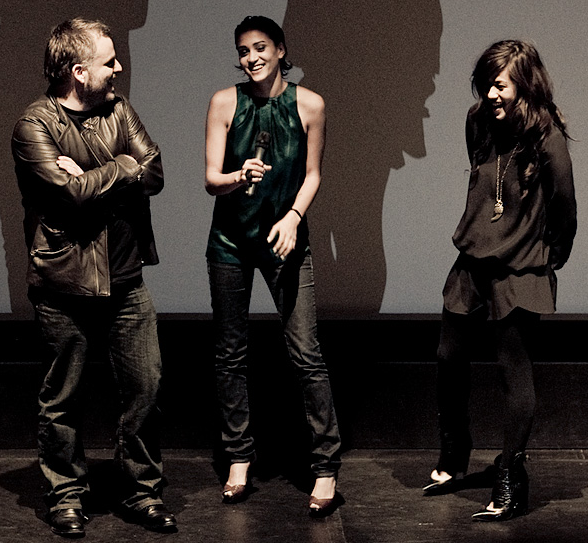
Паскаль Ложье (режиссёр фильма «Мученицы»), Морьяна Алауи и Милен Жампаной

| Год       | Фильм / Сериал                       |
| --------- | ------------------------------------ |
| 2012      | И всё же Лоранс                      |
| 2011      | Рани                                 |
| 2010      | Потустороннее                        |
| 2010      | Шагреневая кожа                      |
| 2010      | Генсбур. Любовь хулигана             |
| 2008      | Мученицы                             |
| 2008      | Выбор — любить                       |
| 2006      | Долина цветов                        |
| 2006      | Дочери китайского ботаника           |
| 2005      | Кавалькада                           |
| 2004      | Набережная Орфевр, 36                |
| 2004      | Багровые реки 2: Ангелы апокалипсиса |
| 2001—2002 | Сан-Тропе                            |